# Fola
Fola   (Croydon, 16 d'agost de 1908 - Montevideo, 3 de febrer de 1997) pseudònim de Geoffrey Edward Foladori, va ser un dibuixant uruguaià, pioner en el còmic del seu país, que utilitzava el pseudònim "Fola" per a signar els seus treballs. És conegut pels seus personatges Pelopincho i Cachirula.